# Aeroportul Bohol–Panglao
Aeroportul Bohol–Panglao (IATA: TAG, ICAO: RPSP) este un aeroport din Panglao⁠(d), Bohol⁠(d), Central Visayas⁠(d), Filipine ce deservește zona Panglao⁠(d). Aeroportul a fost tranzitat în 2022 de 1.199.283 de pasageri. A fost numit după zona deservită.
aeroportul dispune de 1 pistă. Este operat de Civil Aviation Authority of the Philippines⁠(d).

## Infrastructură

### Piste
Aeroportul dispune de o singură pistă. Pista are orientarea 03/31. 